# Michel Marigny
Michel Marigny, né à Paris le 3 août 1795 et mort dans la même ville le 4 décembre 1849 est un peintre français.

## Biographie

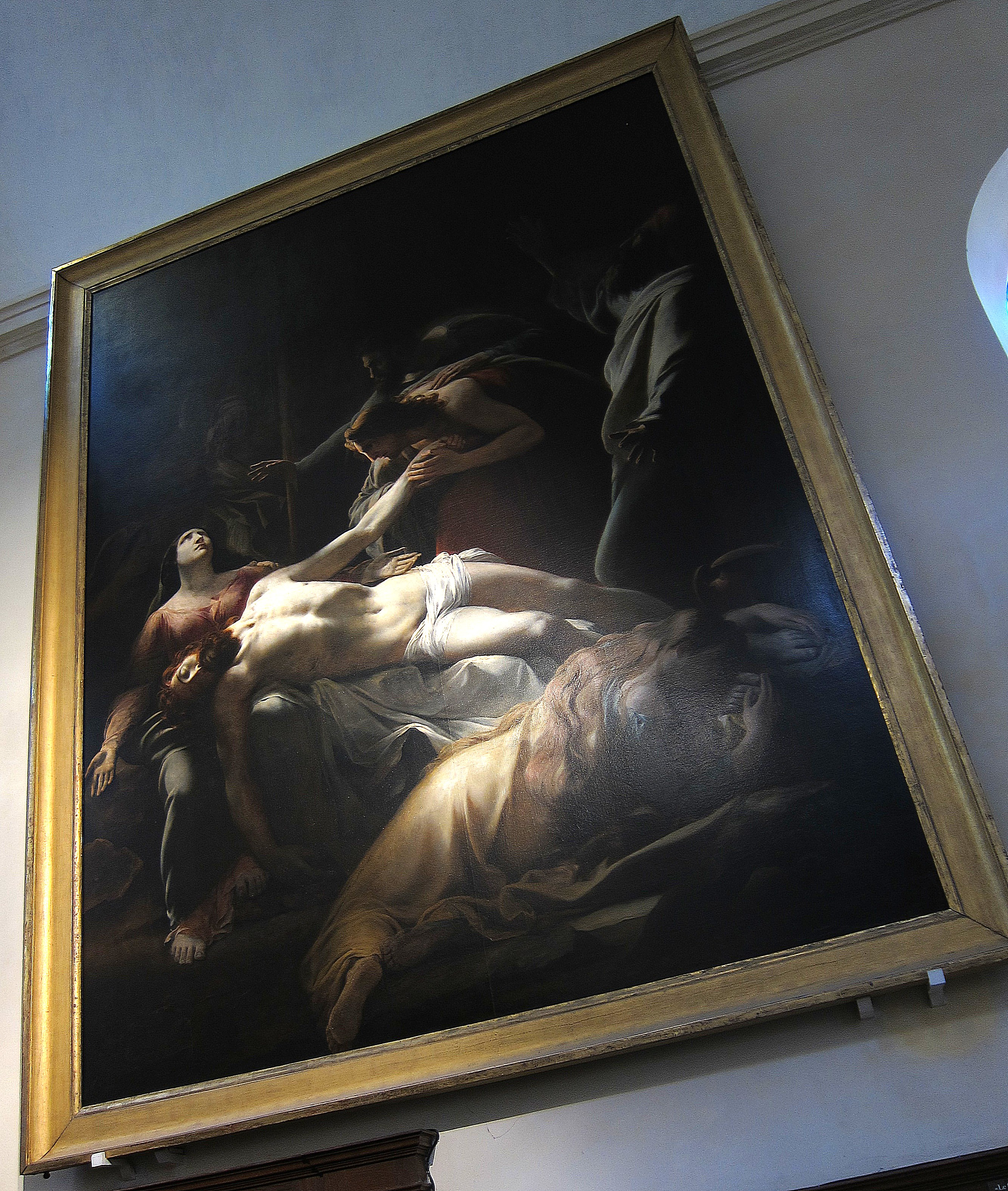
La Déposition de Croix (1824), Issy-les-Moulineaux, église Saint-Étienne.

Élève à l'École des beaux-arts de Paris dans les ateliers de Charles Nicolas Lafond puis d'Antoine-Jean Gros, il se présente sans succès à trois reprises au concours du prix de Rome : en 1818 sur le thème de Philémon et Baucis, en 1819 avec Thémistocle se réfugie chez Admète (localisation inconnue), et en 1820 avec Achille donne à Nestor le prix de la Sagesse (localisation inconnue).
Il se consacre par la suite à une carrière officielle, exposant au Salon à partir de 1824. Il réalise plusieurs grands tableaux pour des églises parisiennes, et répond à quelques grandes commandes décoratives. Il intervient aux côtés d'autres artistes aux décors du Conseil d'État, où il peint une figure de Moïse législateur en 1827 pour la salle du contentieux (toile détruite durant la Commune en 1871 dans l'incendie du palais d'Orsay), et réalise plusieurs copies d'après François Gérard : une représentation de Louis XVIII aux Tuileries (Versailles, musée de l'Histoire de France) et un Portrait de Philippe d'Anjou, probablement détruit dans l'incendie du palais des Tuileries en 1871. Il expose aussi un Renouvellement d'alliance entre la France et les Suisses en 1602 au Salon de 1824 (localisation inconnue).

## Œuvres dans les collections publiques
- Issy-les-Moulineaux, église Saint-Étienne : La Déposition de Croix, Salon de 1824, huile sur toile.
- Paris :
  - église Saint-Leu-Saint-Gilles : Saint Jean Népomucène martyr du secret de la confession, 1828, huile sur toile[3].
  - Petit Palais : Saint Jean Népomucène martyr du secret de la confession, 1828, esquisse, huile sur toile.
- Rouen, musée des Beaux-Arts : La Flagellation, 1822, huile sur toile.
- Versailles, musée de l'Histoire de France : Louis XVIII aux Tuileries, d'après François Gérard, huile sur toile.